# Gilson Schwartz
 (mars 2023).
Gilson Schwartz est un universitaire brésilien. Il a créé en 2006 le concept d'« iconomie » pour désigner « l'économie des icônes, de l'information et des connaissances ». Ce concept sera repris en France en 2013. Il désignera alors la société que fait émerger la « troisième révolution industrielle », celle de l'informatisation .
Il est diplômé en économie de l'Université de São Paulo où il est professeur au Département de cinéma, radio et télévision de l'École des communications et des arts et chercheur au Center for Technological Policy and Management. Il a créé le portail économique "Brazil Investment Link" et le projet "City of Knowledge" qui a reçu en 2006 la distinction "Top 30" de la Development Gateway Foundation et, en 2007, le Quality Standard Award dans la catégorie académique attribué par B2B Magazine.